# Антодий

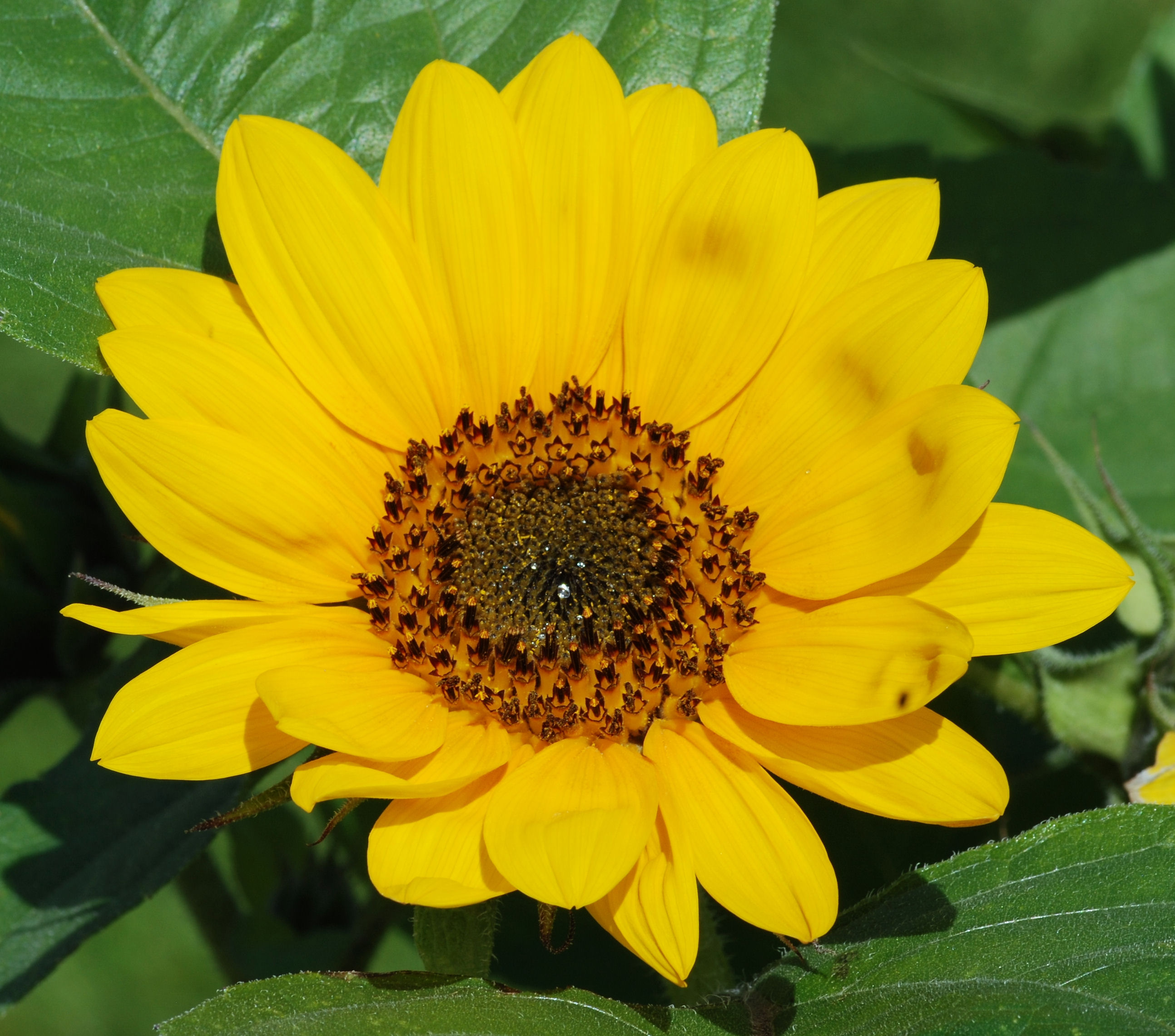
Соцветие-корзинка — типичный пример антодия

Анто́дий (лат. anthodium) — любое соцветие из множества цветков, по внешнему виду напоминающее единый цветок.
Распространённым примером антодия является характерное для семейства Сложноцветные соцветие корзинка. Также антодиями являются початки семейства Ароидные.
В литературе также встречается термин псевда́нций (лат. pseudanthium), используемый для обозначения соцветий с раздельнополыми цветками, функционирующими подобно единому цветку (и часто внешне также напоминающими единый цветок). К таким соцветиям относится, например, циатий у семейства Молочайные.